# Ушкинський сільський округ
Ушки́нський сільський округ (каз. Ұшқын ауылдық округі, рос. Ушкынский сельский округ) — адміністративна одиниця у складі Келеського району Туркестанської області Казахстану. Адміністративний центр — село Ушкин.
Населення — 6199 осіб (2021; 5011 у 2009, 3761 у 1999, 2918 у 1989).
Станом на 1989 рік існувала Ленінжольська сільська рада (села Достик, Кауинши, Комсомол, Коралас, Ленінжоли). Пізніше села Достик, Коралас та Ушкин (колишнє Комсомол) утворили окремий Ушкинський сільський округ.

## Склад
До складу округу входять такі населені пункти:
| Населений пункт | Колишні назви | Населення, осіб (1989) | Населення, осіб (1999) | Населення, осіб (2009) | Населення, осіб (2021) |
| --------------- | ------------- | ---------------------- | ---------------------- | ---------------------- | ---------------------- |
| Достик, село    | -             | 488                    | 809                    | 1559                   | 2005                   |
| Коралас, село   | -             | 235                    | 194                    | 648                    | 1107                   |
| Ушкин, село     | Комсомол      | 2195                   | 2758                   | 2804                   | 3087                   |